# Boldog (Slovacchia)
Boldog (in ungherese Pozsonyboldogfa, in tedesco Frauendorf) è un comune della Slovacchia facente parte del distretto di Senec, nella regione di Bratislava.